# 泉神社 (米原市)

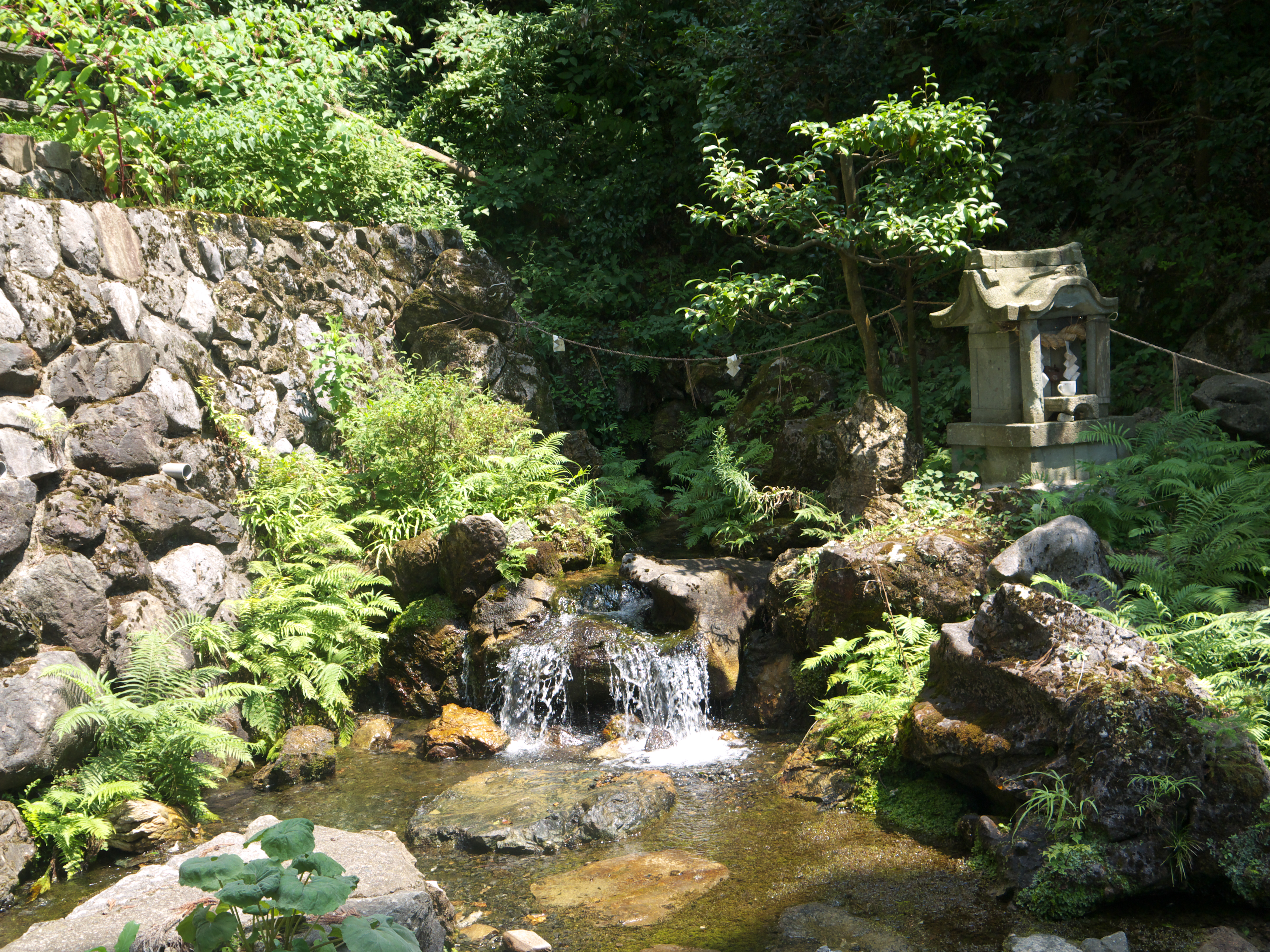
泉神社源泉

泉神社（いずみじんじゃ）は、滋賀県米原市に鎮座する神社である。

## 祭神・文化財
- スサノオと大己貴命
- 梵鐘・木造獅子頭　米原市指定文化財
- 旱魃の水乞に使用されたという大太鼓がある。

## 泉神社湧水
社伝によれば、天智天皇この場所を弓や馬の繰練場と定め、人々が住居を構えた際、この土地に霊泉が湧き「天泉所」と名付けた。以後「大清水」と改名された。伊吹三名水の一つでもあり、日本武尊が蝦夷との戦いで伊吹山で昏睡し、治療した「居醒の水」とか小栗助重が病の平癒を祈願された命乞いの水との由来も多い。後地名は大清水に改められた。
境内に湧出する水は伊吹山を形成する石灰岩が浸食し小規模な鍾乳洞を形成した後、長時間滞水し自噴する地下水である。平均水温11℃、4,500ｔ/日が湧出する。なお源泉は立ち入り禁止であるため、下流に水の採取場があり多くの人が訪れる。1985年（昭和60年）名水百選のひとつに選定された。

## 交通
- 東海道本線近江長岡駅近江バス伊吹山登山口行（約10分）「杉沢」下車⇒徒歩20分
- 滋賀県道531号藤川春照線